# يوحنا أورفانوتروفوس

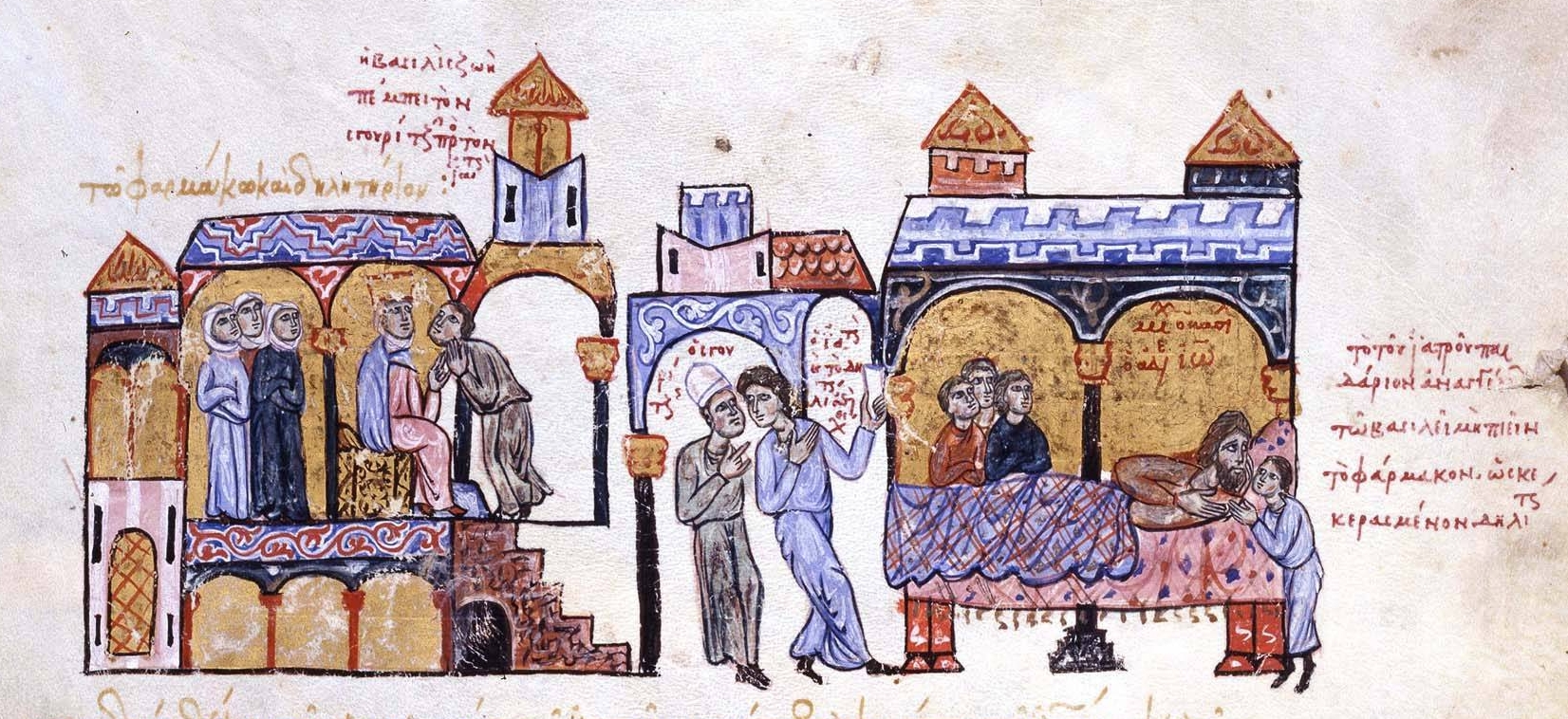
زوي تطلب من سوجرتيزيس تسميم يوحنا أورفانوتروفوس

يوحنا أورفانوتروفوس ((باليونانية: Ἰωάννης ὁ Ὀρφανοτρόφος)‏), كان كبير الخصيان بالمحكمة (باركومونميوس - Parakoimomenos) في عهد الإمبراطور البيزنطي رومانوس الثالث (حكم 1028-1034).وُلد يوحنا في منطقة بابهلاجونيا، وقيل إن عائلته قد انخرطت في بعض التجارة السيئة السمعة، وربما تغيير النقود، أو حسب قول جورج كيدرينوس (George Kedrenos)، التزوير. كان يوحنا الأكبر بين خمسة إخوة. اثنان، قسطنطين وجورج، كانا أيضا خصيان، بينما الآخران، نيكيتاس وميخائيل، كانا رجال ملتحين. هذا الأخير أصبح ميخائيل الرابع البافلاغوني
بعد أن قدمه يوحنا إلى الإمبراطورة زوي. وفقاً لميخائيل بسيلوس (Michael Psellos)، أصبح الاثنان عاشقين وكان يمكن أن يكونا قاما بمؤامرة لاغتيال زوج زوي، ثم الحكم مكانه. يُفترض أن رومانوس الثالث قد قُتل في حمامه في 11 أبريل 1034. بعض المصادر المعاصرة تورط يوحنا في هذا الاغتيال.